# Clavulinopsis alcicornis
Clavulinopsis alcicornis är en svampart som först beskrevs av Zoll. & Moritzi, och fick sitt nu gällande namn av Corner 1950. Clavulinopsis alcicornis ingår i släktet Clavulinopsis och familjen fingersvampar.   Inga underarter finns listade i Catalogue of Life.